# Saint Michael
Ve farnosti Saint Michael se nachází hlavní město Barbadosu, Bridgetown. Ten dostal svůj název kvůli mostům přes řeku Careenage. Je centrem obchodu a dopravy na Barbadosu. V St. Michael se také nachází: místní ústav pro mentálně postižené, kterému se říká Jenkins; několik škol, včetně prestižních Combermere, Harrison College a The St. Michael School; některé vládní úřady jako ministerstvo školství a ministerstvo průmyslu a mezinárodního obchodu.
Ve farnosti St. Michael je také mezinárodní přístav Deep Water Harbour. Většina turistů, kteří na Barbados přijíždějí výletními loděmi se společnostmi jakou jsou například Royal Caribbean a Cunard, připlouvá právě do tohoto přístavu. V přístavu je několik skladišť na cukr, který je z Barbadosu vyvážen.

## Farnosti sousedící se St. Michael
- Christ Church – Jižně
- Saint George – Východně
- Saint James – Severozápadně
- Saint Thomas – Severovýchodně